# Ora hotărâtoare
Ora hotărâtoare (titlul original: în germană Meine Stunde Null) este un film de război est-german, realizat în 1970 de regizorul Joachim Hasler, protagoniști fiind actorii Manfred Krug, Anatoli Kuznețov, Kurt Jung-Alsen și Alfred Müller.

## Rezumat
1943 pe Frontul de Est. Muncitorul berlinez Kurt Hartung, acum caporal, supraviețuiește unui atac cu bombă, deși superiorul său, Steckbeck, aproape că l-a trimis în viața de apoi, când i-a dat sarcina de a dezamorsa o bombă neexplodată. La scurt timp după aceea, în timp ce se află în misiune ca cercetaș, el este capturat de o patrulă rusă. În captivitate, Hartung, care oricum nu este un simpatizant nazist, capătă noi perspective, mai ales că trebuie făcut ceva pentru a pune capăt războiului cât mai repede posibil. Împreună cu doi ruși, își asumă sarcina de a răpi un ofițer german pentru a extrage de la el informații militare. Misiunea se transformă într-o aventură vertiginoasă, dar de succes, în cursul căreia cei trei devin buni prieteni.

## Distribuție
- Manfred Krug – Kurt Hartung
- Anatoli Kuznețov – locotenentul-major Gornin
- Lew Prigunov – sergentul Mitia
- Kurt Jung-Alsen – maiorul Steckbeck
- Gleb Strișcenov – locotenentul-major Netrebin
- Alfred Müller – Blumhagen
- Friedo Solter – Blank
- Harry Hindemith – Scheffler
- Wolfgang Greese – Schäfer
- Thomas Weisgerber – Diegenhardt
- Karl Sturm – Meyer
- Edwin Marian – Wilhelmi
- Dietmar Richter-Reinick – Frei
- Viktor Gratșkov – Rumianzov
- Valentin Komissarov – Matuloff
- Horst Schön – subofițerul Pohl
- Harry Pietzsch – plutonierul Kramm
- Siegfried Weiß – colonelul la pian
- Jochen Diestelmann – locotenentul-major Nettekoven
- Ernst-Georg Schwill – un soldat
- Eckhard Becker – Bayer